# Явлейка (Мордовия)
 Явлейка  — деревня в Дубёнском районе Мордовии в составе Енгалычевского сельского поселения.

## География
Находится на расстоянии примерно 13 километров по прямой на юго-восток от районного центра села Дубёнки.

## История
Известно с 1863 года как деревня удельная, когда здесь было учтено 26 дворов

## Население
| 2002 | 2010 |
| ---- | ---- |
| 50   | ↘36  |

Постоянное население составляло 50 человек (русские 90 %) в 2002 году, 36 в 2010 году.